# Pandemia de COVID-19 en la Comunidad de Madrid
La pandemia de COVID-19 en España tuvo su primer caso confirmado en la Comunidad de Madrid el día 25 de febrero de 2020. 

## Línea de tiempo
La confirmación de que por primera vez la pandemia había llegado  a la región, y al país, fue el 25 de febrero de 2020 con el resultado positivo de un hombre de 24 años que había estado en Italia. Cuando comenzó la pandemia, la región tenía 540 UCI disponibles y aproximadamente 14 000 camas de hospital.
El día 9 de marzo de 2020, el Gobierno de la Comunidad de Madrid aprobó medidas extraordinarias, entre ellas la cancelación (a partir del 11 de marzo) de las clases presenciales en todos los niveles educativos por un periodo inicial de 15 días, hasta el 26 de marzo, fomentando en su lugar lecciones en línea en la medida de lo posible.
El 13 de marzo de 2020 decretó el cierre de bares, restaurantes y comercios "no alimentarios" (permitiendo únicamente la apertura de supermercados y farmacias). Mientras, el 14 de marzo se declaró el estado de alarma en todo el país por un período inicial de 15 días de acuerdo con el artículo 116.2 de la Constitución.
El 12 de marzo la administración regional anunció la contratación de Antonio Burgueño como asesor. Burgueño había sido anteriormente director general de Hospitales con Manuel Lamela, Juan José Güemes y Javier Fernández-Lasquetty, y había tenido que dejar el cargo después de que la Justicia bloqueara el intento de este último de privatizar aún más el sistema sanitario.
Durante el punto álgido de la crisis (de mediados de marzo a mediados de abril aproximadamente), la administración regional llevó a cabo un proceso de triaje que negaba el traslado a la red de hospitales públicos de personas mayores en condiciones extremas desde las residencias de ancianos, pero que sin embargo permitía el traslado de personas enfermas en posesión de un seguro de salud privado, a pesar de que el consejero de salud regional , Enrique Ruiz Escudero, había asumido el mando del sistema de salud privado el 12 de marzo.Esta orden es conocida popularmente como "Protocolos de la muerte" y ha sido un fuerte encuentro de crítica dado que tampoco recibieron asistencia paliativa.
Ante la situación en las residencias el 19 de marzo el consejero de Políticas Sociales, Alberto Reyero, dirigió una petición al Gobierno de España, solicitando la intervención de la Unidad Militar de Emergencias (UME) en las residencias de mayores. Fue inmediatamente desautorizado por Isabel Díaz Ayuso. Reyero fue apartado de la dirección política de las residencias de ancianos 7 días después, el 26 de marzo. Inmediatamente después el Gobierno regional encomendó a Encarnación Burgueño –hija del propio Antonio Burgueño y propietaria de Cardio Líder (una empresa fantasma)– la gestión de la crisis de las residencias, la llamada "Operación Bicho" a partir del 26 de marzo, que intentaría dar una atención a los cerca de 50 000 ancianos internados en residencias de ancianos. 12 días después, el 6 de abril (el mismo día que se hizo pública la información sobre la contratación de la hija de Burgueño), la Operación Bicho fue abruptamente abortada. Durante ese período murieron más de 3.000 ancianos. Según Burgueño la situación el 4 de abril era correcta, como supuestamente le escribió a un colaborador cercano: "Llevamos en torno a 8700 abueletes vistos. ¿Sabéis lo que es eso? ¿el curro que habéis hecho? En una semana... Flipo colorines. Como sigamos así nos vamos a hacer los reyes y los amos de la gestión sociosanitaria de Madrid comunidad autónoma. ¿Vale? flipo. Sois geniales. Vais a hacer que mi sueño se consiga, que es trabajar en el mundo sociosanitario. Tener mi propia empresa".
El 31 de marzo de 2020, dos semanas después de que se hiciera pública la muerte de 19 personas mayores en una residencia de ancianos de Monte Hermoso, la administración regional decidió intervenir 8 residencias de ancianos privadas (incluida la anterior), que estaban desbordadas por el avance mortal de la pandemia, a veces de forma manifiestamente oculta por las empresas que gestionan las residencias de ancianos.
La sede de la legislatura regional, la Asamblea de Madrid, permaneció cerrada durante más de un mes, hasta que se reanudaron las sesiones el 14 de abril. A partir de ese día la coalición de gobierno de PP y Ciudadanos mostró sus discrepancias en el manejo de la gestión de las residencias de mayores. Del 8 de marzo al 14 de abril, casi 5000 personas mayores murieron en las residencias de ancianos de la región (781 casos confirmados y 4172 con síntomas compatibles).
El 7 de mayo de 2020 dimitió la directora general de salud pública, Yolanda Fuentes, en protesta por la decisión del gobierno regional de solicitar una flexibilización de las restricciones de confinamiento.
El 1 de junio de 2020, Alberto Reyero (de Ciudadanos), el consejero responsable de las residencias de mayores en plena crisis sanitaria, declaró haber pedido hasta tres veces a la Consejería de Sanidad (dirigida por Enrique Ruiz Escudero, del PP) que permitiera el traslado de personas mayores a hospitales (22 y 31 de marzo, 11 de abril), sin éxito.
El 18 de septiembre, tras haber aumentado el número de casos en la Comunidad, el Gobierno autonómico decidió aplicar restricciones de circulación en diversas zonas del territorio, especialmente en las zonas del sur. Estas medidas no fueron bien recibidas por los ciudadanos de las zonas restringidas, calificándolas de injustas e incluso racistas. Varias asociaciones de vecinos y así como otras personalidades políticas convocaron a manifestaciones denunciando la falta de inversión y pidiendo la dimisión de la presidencia comunitaria, Isabel Ayuso.
El 26 de septiembre anunció su dimisión Emilio Bouza que era el portavoz del grupo COVID-19 de la Comunidad de Madrid y exjefe del Servicio de Microbiología Clínica y Enfermedades Infecciosas del Hospital Gregorio Marañón, apenas dos días después de su nombramiento, alegando que "Las circunstancias que he presenciado en estos dos días, unidas a la contemplación de las ruedas de prensa simultáneas, me obligan a dimitir". El mismo día, Yolanda Fuentes, ex directora general de Salud Pública de la región hasta su dimisión en mayo por desacuerdos con el Gobierno regional, publicó en las redes sociales un post deseándole "buena suerte" seguido del extracto de la película Titanic en la que los músicos siguen tocando mientras el barco se hunde.
El 1 de octubre, tras conversaciones infructuosas entre el gobierno de España y el gobierno autonómico, el Ministro de Sanidad anunció la imposición de restricciones en las diez ciudades más pobladas de la región tras el aumento de los casos de COVID. Ante esto Ayuso acusó al gobierno nacional de "usurpación de funciones", pero dijo que su gobierno acatará las restricciones, aunque las impugnará en los tribunales.
Dos días después, el 3 de octubre, Alberto Reyero, consejero responsable de residencias de mayores, anunció su dimisión, deseando "mucha suerte y éxito en la tarea que tiene por delante" a Díaz Ayuso. Antes de irse también mencionó que "la unidad de las instituciones es la forma más exitosa de derrotar al virus", criticando el enfrentamiento entre las administraciones regional y nacional.
El 9 de octubre, tras conversaciones infructuosas y en medio del enfrentamiento y las declaraciones públicas de Ayuso contra el presidente del gobierno Pedro Sánchez, el gobierno de España aprobó el estado de alarma para la Comunidad de Madrid.
El 20 de octubre de 2020 el director de Atención Primaria y el director de Hospitales, responsables sanitarios de la administración de Ayuso, presentaron su dimisión.

## Reacciones
El 15 de marzo de 2024 se publicó un informe elaborado por la Comisión Ciudadana por la Verdad  en las Residencias de Madrid (organización integrada por grupos de izquierda, oposición al gobierno de la Comunidad y algunos familiares de fallecidos), que concluía que se podrían haber salvado las vidas de 4000 ancianos durante lo peor de la pandemia de COVID-19 en 2020. Dicho informe fue mencionado por medios internacionales como The Guardian, en un artículo titulado «Más de 4000 víctimas del Covid en residencias de Madrid 'podrían haberse salvado'». El periódico británico destacaba que se habrían salvado vidas si «el gobierno regional hubiera permitido que fueran tratados en hospitales», en referencia a los protocolos vigentes entre marzo y mediados de abril que impedían el traslado de personas enfermas desde las residencias gestionadas por la Comunidad de Madrid a los hospitales. Sin embargo, no se han encontrado indicios de mala gestión, puesto que el propio Tribunal Supremo español archivó la denuncia contra la presidenta Díaz Ayuso, argumentando la falta de datos fiables del informe de la plataforma arriba mencionada.
El 30 de mayo de 2025 fueron imputados tres ex altos cargos del Gobierno madrileño durante la pandemia, Carlos Mur y Francisco Javier Martínez Peromingo. En el marco de este proceso, el presidente del grupo privado HM Hospitales confirmó que no se derivaron ancianos desde las residencias a los hospitales públicos, tal y como marcaban los protocolos vigentes en marzo de 2020..

## Estadísticas
Según datos de Telemadrid y del Ministerio de Sanidad de España.
| Casos de COVID-19 en la Comunidad de Madrid | Casos de COVID-19 en la Comunidad de Madrid | Casos de COVID-19 en la Comunidad de Madrid | Casos de COVID-19 en la Comunidad de Madrid | Casos de COVID-19 en la Comunidad de Madrid | Casos de COVID-19 en la Comunidad de Madrid | Casos de COVID-19 en la Comunidad de Madrid |
| Fecha                                       | Casos confirmados cases                     | % cambio                                    | Muertes                                     | % cambio                                    | Recuperaciones                              | % cambio                                    |
| ------------------------------------------- | ------------------------------------------- | ------------------------------------------- | ------------------------------------------- | ------------------------------------------- | ------------------------------------------- | ------------------------------------------- |
| 25 de febrero de 2020                       | 1                                           |                                             |                                             |                                             |                                             |                                             |
| 26 de febrero de 2020                       | 2                                           |                                             |                                             |                                             |                                             |                                             |
| 27 de febrero de 2020                       | 4                                           |                                             |                                             |                                             |                                             |                                             |
| 28 de febrero de 2020                       | 5                                           |                                             |                                             |                                             |                                             |                                             |
| 29 de febrero de 2020                       | 8                                           |                                             |                                             |                                             |                                             |                                             |
| 1 de marzo de 2020                          | 10                                          |                                             |                                             |                                             |                                             |                                             |
| 2 de marzo de 2020                          | 29                                          |                                             |                                             |                                             |                                             |                                             |
| 3 de marzo de 2020                          | 49                                          |                                             |                                             |                                             |                                             |                                             |
| 4 de marzo de 2020                          | 70                                          |                                             |                                             |                                             |                                             |                                             |
| 5 de marzo de 2020                          | 90                                          |                                             |                                             |                                             |                                             |                                             |
| 6 de marzo de 2020                          | 137                                         |                                             |                                             |                                             |                                             |                                             |
| 7 de marzo de 2020                          | 174                                         |                                             | 4                                           |                                             |                                             |                                             |
| 8 de marzo de 2020                          | 202                                         |                                             | 8                                           |                                             |                                             |                                             |
| 9 de marzo de 2020                          | 469                                         |                                             | 8                                           |                                             |                                             |                                             |
| 10 de marzo de 2020                         | 782                                         |                                             | 21                                          |                                             |                                             |                                             |
| 11 de marzo de 2020                         | 1024                                        |                                             | 31                                          |                                             |                                             |                                             |
| 12 de marzo de 2020                         | 1388                                        |                                             | 56                                          |                                             |                                             |                                             |
| 13 de marzo de 2020                         | 1990                                        |                                             | 81                                          |                                             |                                             |                                             |
| 14 de marzo de 2020                         | 2940                                        |                                             | 86                                          |                                             |                                             |                                             |
| 15 de marzo de 2020                         | 3544                                        |                                             | 213                                         |                                             |                                             |                                             |
| 16 de marzo de 2020                         | 4165                                        |                                             | 213                                         |                                             |                                             |                                             |
| 17 de marzo de 2020                         | 4871                                        |                                             | 355                                         |                                             |                                             |                                             |
| 18 de marzo de 2020                         | 5637                                        |                                             | 390                                         |                                             |                                             |                                             |
| 19 de marzo de 2020                         | 6777                                        |                                             | 498                                         |                                             |                                             |                                             |
| 20 de marzo de 2020                         | 7165                                        |                                             | 628                                         |                                             |                                             |                                             |
| 21 de marzo de 2020                         | 8921                                        |                                             | 804                                         |                                             |                                             |                                             |
| 22 de marzo de 2020                         | 9702                                        |                                             | 1021                                        |                                             |                                             |                                             |
| 23 de marzo de 2020                         | 10 575                                      |                                             | 1263                                        |                                             | 2063                                        |                                             |
| 24 de marzo de 2020                         | 12 352                                      |                                             | 1535                                        |                                             | 2291                                        |                                             |
| 25 de marzo de 2020                         | 14 597                                      |                                             | 1825                                        |                                             | 3031                                        |                                             |
| 26 de marzo de 2020                         | 17 166                                      |                                             | 2090                                        |                                             | 3882                                        |                                             |
| 27 de marzo de 2020                         | 19 243                                      |                                             | 2412                                        |                                             | 5044                                        |                                             |
| 28 de marzo de 2020                         | 21 520                                      |                                             | 2757                                        |                                             | 6326                                        |                                             |
| 29 de marzo de 2020                         | 22 677                                      |                                             | 3082                                        |                                             | 7491                                        |                                             |
| 30 de marzo de 2020                         | 24 090                                      |                                             | 3392                                        |                                             | 8301                                        |                                             |
| 31 de marzo de 2020                         | 27 509                                      |                                             | 3603                                        |                                             | 9330                                        |                                             |
| 1 de abril de 2020                          | 29 840                                      |                                             | 3865                                        |                                             | 10 827                                      |                                             |
| 2 de abril de 2020                          | 32 155                                      |                                             | 4175                                        |                                             | 12 400                                      |                                             |
| 3 de abril de 2020                          | 34 188                                      |                                             | 4483                                        |                                             | 13 850                                      |                                             |
| 4 de abril de 2020                          | 36 249                                      |                                             | 4723                                        |                                             | 15 362                                      |                                             |
| 5 de abril de 2020                          | 37 584                                      |                                             | 4941                                        |                                             | 16 543                                      |                                             |
| 6 de abril de 2020                          | 38 723                                      |                                             | 5136                                        |                                             | 17 322                                      |                                             |
| 7 de abril de 2020                          | 40 469                                      |                                             | 5371                                        |                                             | 18 410                                      |                                             |
| 8 de abril de 2020                          | 42 450                                      |                                             | 5586                                        |                                             | 19 836                                      |                                             |
| 9 de abril de 2020                          | 43 877                                      |                                             | 5800                                        |                                             | 21 121                                      |                                             |
| 10 de abril de 2020                         | 44 783                                      |                                             | 5972                                        |                                             | 22 414                                      |                                             |
| 11 de abril de 2020                         | 45 849                                      |                                             | 6084                                        |                                             | 23 663                                      |                                             |
| 12 de abril de 2020                         | 46 587                                      |                                             | 6278                                        |                                             | 24 683                                      |                                             |
| 13 de abril de 2020                         | 47 146                                      |                                             | 6423                                        |                                             | 25 385                                      |                                             |
| 14 de abril de 2020                         | 48 048                                      |                                             | 6568                                        |                                             | 26 247                                      |                                             |
| 15 de abril de 2020                         | 49 526                                      |                                             | 6724                                        |                                             | 27 433                                      |                                             |
| 16 de abril de 2020                         | 50 694                                      |                                             | 6877                                        |                                             | 28 491                                      |                                             |
| 17 de abril de 2020                         | 51 993                                      |                                             | 7007                                        |                                             | 29 436                                      |                                             |
| 18 de abril de 2020                         | 52 946                                      |                                             | 7132                                        |                                             | 30 475                                      |                                             |
| 19 de abril de 2020                         | 54 884                                      |                                             | 7239                                        |                                             | 31 313                                      |                                             |
| 20 de abril de 2020                         | 56 963                                      |                                             | 7351                                        |                                             | 31 762                                      |                                             |
| 21 de abril de 2020                         | 57 997                                      |                                             | 7460                                        |                                             | 32 277                                      |                                             |
| 22 de abril de 2020                         | 59 199                                      |                                             | 7577                                        |                                             | 33 032                                      |                                             |
| 23 de abril de 2020                         | 60 487                                      |                                             | 7684                                        |                                             | 33 645                                      |                                             |
| 24 de abril de 2020                         | 61 726                                      |                                             | 7765                                        |                                             | 34 212                                      |                                             |
| 25 de abril de 2020                         | 62 510                                      |                                             | 7848                                        |                                             | 34 902                                      |                                             |
| 26 de abril de 2020                         | &&&&&&&&&&&&&&00.&&&&-0                     |                                             | &&&&&&&&&&&&&&00.&&&&-0                     |                                             | &&&&&&&&&&&&&&00.&&&&-0                     |                                             |
| 27 de abril de 2020                         | &&&&&&&&&&&&&&00.&&&&-0                     |                                             | &&&&&&&&&&&&&&00.&&&&-0                     |                                             | &&&&&&&&&&&&&&00.&&&&-0                     |                                             |
| 28 de abril de 2020                         | &&&&&&&&&&&&&&00.&&&&-0                     |                                             | &&&&&&&&&&&&&&00.&&&&-0                     |                                             | &&&&&&&&&&&&&&00.&&&&-0                     |                                             |
| 29 de abril de 2020                         | &&&&&&&&&&&&&&00.&&&&-0                     |                                             | &&&&&&&&&&&&&&00.&&&&-0                     |                                             | &&&&&&&&&&&&&&00.&&&&-0                     |                                             |
| 30 de abril de 2020                         | &&&&&&&&&&&&&&00.&&&&-0                     |                                             | &&&&&&&&&&&&&&00.&&&&-0                     |                                             | &&&&&&&&&&&&&&00.&&&&-0                     |                                             |